# ديفون وركهايسر
ديفون وركهايسر (بالإنجليزية: Devon Werkheiser)‏ (مواليد 8 مارس 1991 في أتلانتا)، هو ممثل أمريكي بدأ مسيرته الفنية عام 2002.

## الأعمال

### الأفلام
- كنا جنودا (2002)
- مرمادوك (2010)
- شريكليس المخيف (2010)

### مسلسلات
- مسلسل أميريكان داد!
- مسلسل عقول إجرامية

## وصلات خارجية
- الموقع الرسمي
- ديفون وركهايسر على موقع IMDb (الإنجليزية)
- ديفون وركهايسر على موقع ألو سيني (الفرنسية)
- ديفون وركهايسر على موقع أول موفي (الإنجليزية)
- ديفون وركهايسر على موقع إن إن دي بي (الإنجليزية)
- ديفون وركهايسر على موقع قاعدة بيانات الفيلم (الإنجليزية)
- ديفون وركهايسر على موقع كينوبويسك (الروسية)